# والدسیفرسدورف
والدسیفرسدورف (به آلمانی: Waldsieversdorf) یک شهر در آلمان است که در مرکیش-اودرلند واقع شده‌است. والدسیفرسدورف ۱٬۱۷۹ نفر جمعیت دارد.